# Họ Hươu nai
Họ Hươu nai (Cervidae) là một họ gồm các loài động vật có vú móng guốc chẵn nhai lại. Hai nhóm chính của họ này là Cervinae (mang, nai sừng xám, hươu hoang và hươu đốm) và Capreolinae (tuần lộc, hoẵng và nai sừng tấm). Tuần lộc cái và hươu đực của tất cả các loài (ngoại trừ hươu nước Trung Quốc) mọc và thay gạc mới mỗi năm. Điều này làm cho chúng khác với linh dương có sừng vĩnh viễn, một thành viên của một Họ khác (Họ Trâu bò (Bovidae) trong cùng Bộ guốc chẵn (Artiodactyla).
Hươu xạ (Moschidae) của châu Á và cheo cheo (Tragulidae) của các khu rừng nhiệt đới châu Phi và châu Á là những Họ riêng biệt trong nhánh nhai lại (Ruminantia). Chúng không đặc biệt có họ hàng chặt chẽ với các loài hươu nai trong nhánh Ruminantia.
Hươu xuất hiện trong nền nghệ thuật từ các bức tranh hang động thời Paleolithic trở đi, và chúng xuất hiện trong thần thoại, tôn giáo và văn học trong suốt lịch sử của con người, cũng như trong huy hiệu. Tầm quan trọng kinh tế của chúng bao gồm việc sử dụng thịt của chúng làm nguồn thức ăn, da lông của chúng làm thảm, và gạc của chúng làm tay cầm dao. Việc săn bắn hươu đã là một hoạt động phổ biến ít nhất từ thời Trung cổ, và vẫn là một nguồn tài nguyên cho nhiều gia đình ngày này.

## Môi trường sinh thái
Môi trường sống của chúng là những trảng cỏ, rừng thưa có nhiều cây, cỏ non. Ban ngày nai thường tìm nơi nên tĩnh, kín đáo và an toàn để ngủ, nghỉ. Ban đêm tìm kiếm thức ăn và những hoạt động khác.

## Phân loại
Họ Hươu nai có ít nhất 90 loài; danh sách các chi dưới đây dựa trên một số nghiên cứu phân tử và phát sinh chủng loài của Elisabeth Vrba, Colin Groves và Peter Grubb và một số tác giả khác. Lưu ý rằng các thuật ngữ chỉ ra nguồn gốc của các nhóm, chứ không phải là phân bố hiện tại của nhóm. Chẳng hạn, hươu nước là loài có nguồn gốc Tân thế giới nhưng ngày nay chỉ còn tại Trung Quốc và Triều Tiên. Họ Cervidae được tổ chức như sau:
Bộ Guốc chẵn Artiodactyla
Phân bộ Ruminantia
Họ Hươu nai Cervidae

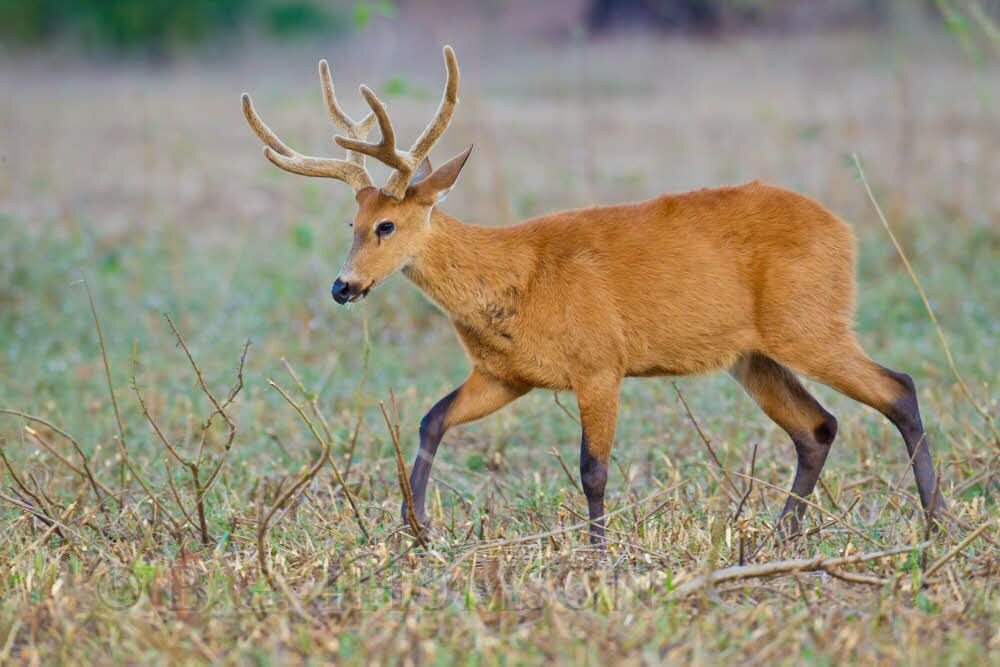
Hươu Tân Thế giới

- Phân họ Capreolinae (Hươu Tân thế giới)
  - Chi Alces - nai sừng tấm
  - Chi Blastocerus
  - Chi Capreolus
  - Chi Hippocamelus
  - Chi Mazama
  - Chi Odocoileus
  - Chi Ozotoceros
  - Chi Pudu
  - Chi Rangifer - tuần lộc
- Phân họ Cervinae (Hươu Cựu thế giới)
  - Chi Axis
  - Chi Cervus - hươu
  - Chi Dama
  - Chi Elaphodus
  - Chi Elaphurus
  - Chi Przewalskium
  - Chi Rucervus
  - Chi Rusa
- Phân họ Hydropotinae
  - Chi Hydropotes
- Phân họ Muntiacinae
  - Chi Elaphodus
  - Chi Muntiacus - mang

## Huy hiệu

Arms of Raon-aux-Bois, Pháp
Arms of Dotternhausen, Đức
Arms of Thierachern, Thụy Sĩ
Arms of Friolzheim, Germany
Arms of Bauen, Switzerland
Arms of Albstadt, Germany
Arms of Gjemnes, Na Uy
Arms of Hitra, Norway
Arms of Hjartdal, Norway
Arms of Voss, Na Uy
Arms of Rendalen, Norway
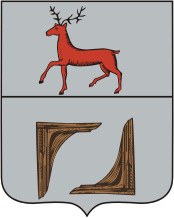
Arms of Balakhna, Russia
Arms of the province of Aland, Finland
Arms of the city Jelenia Gora, Poland

## Hình ảnh

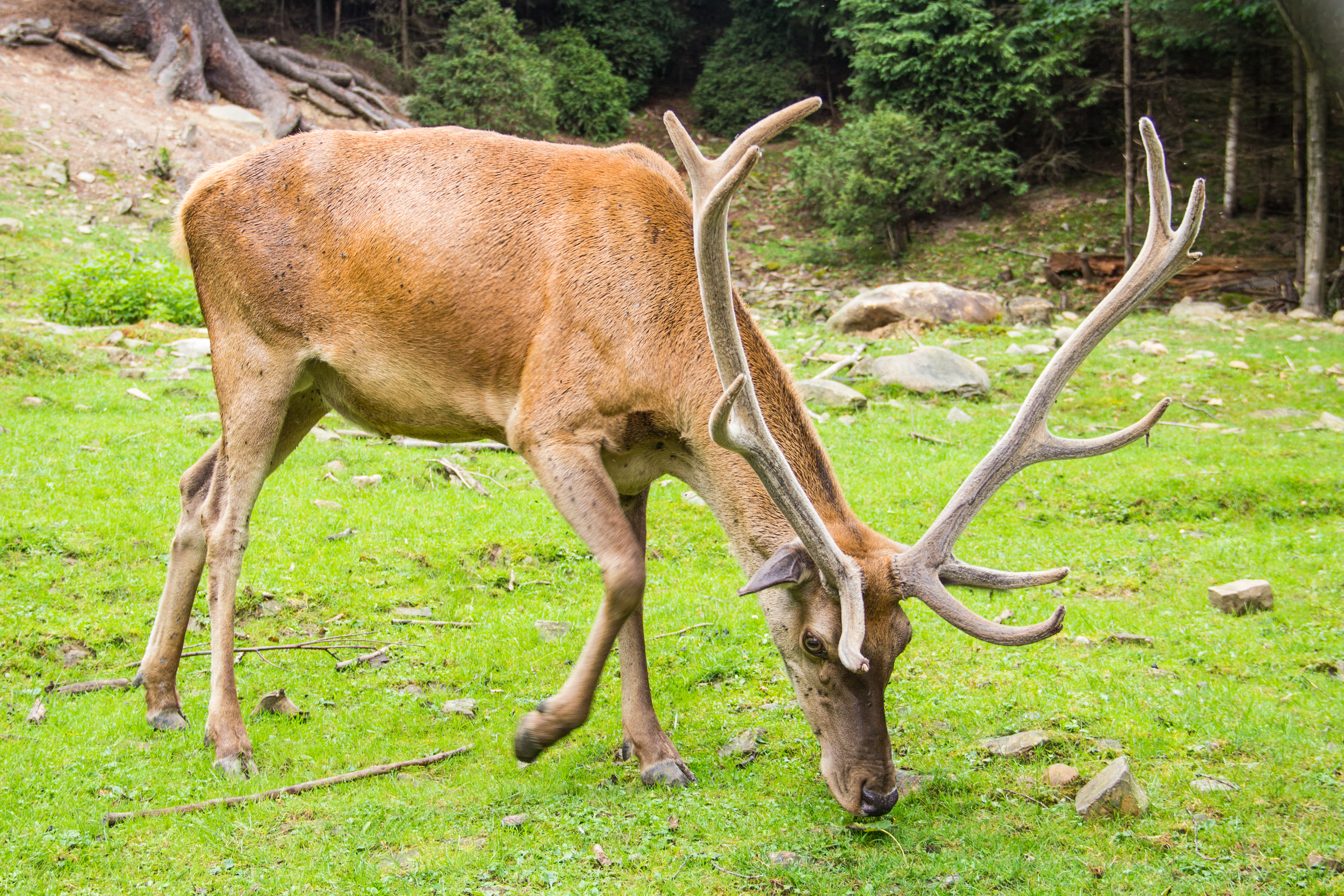
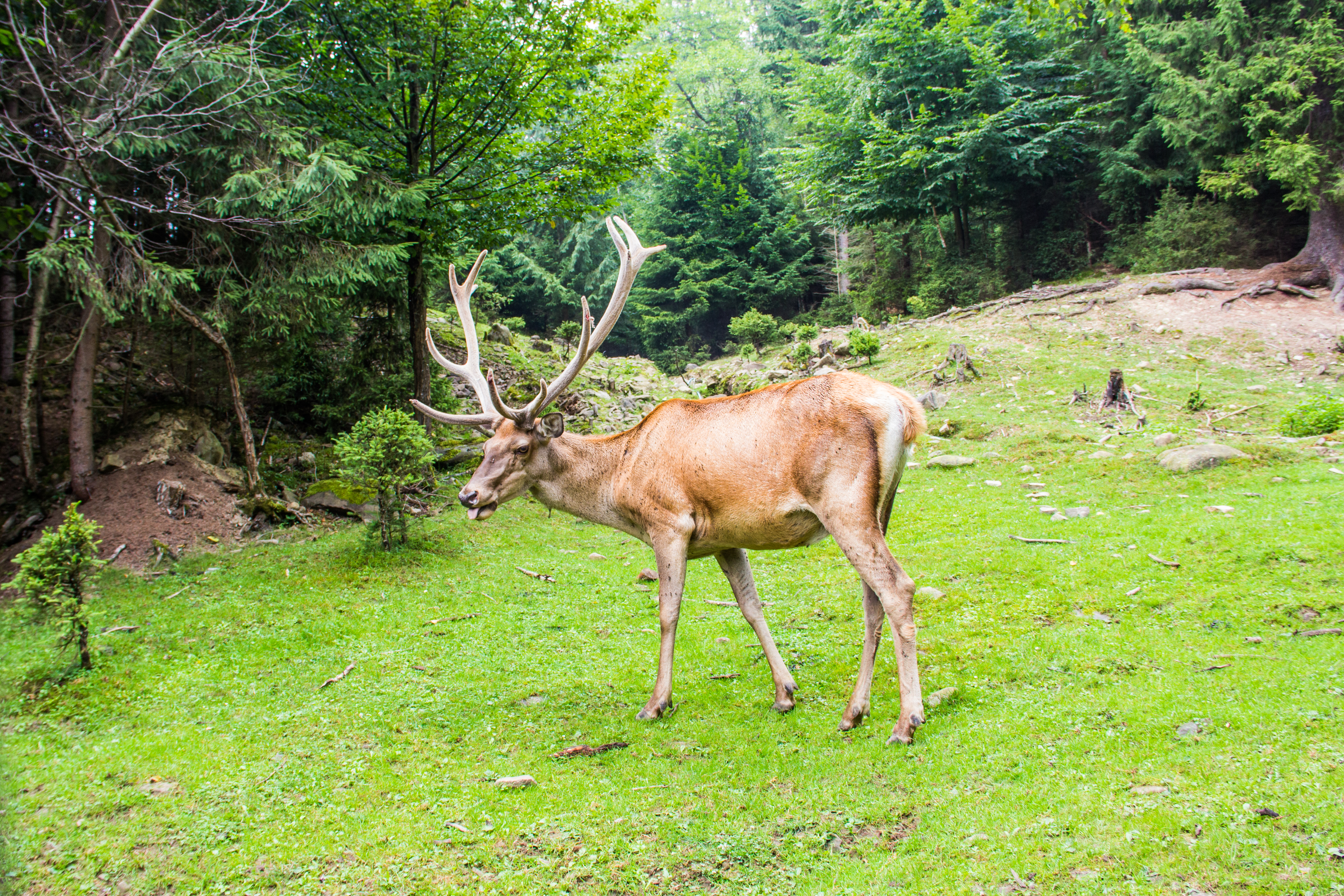
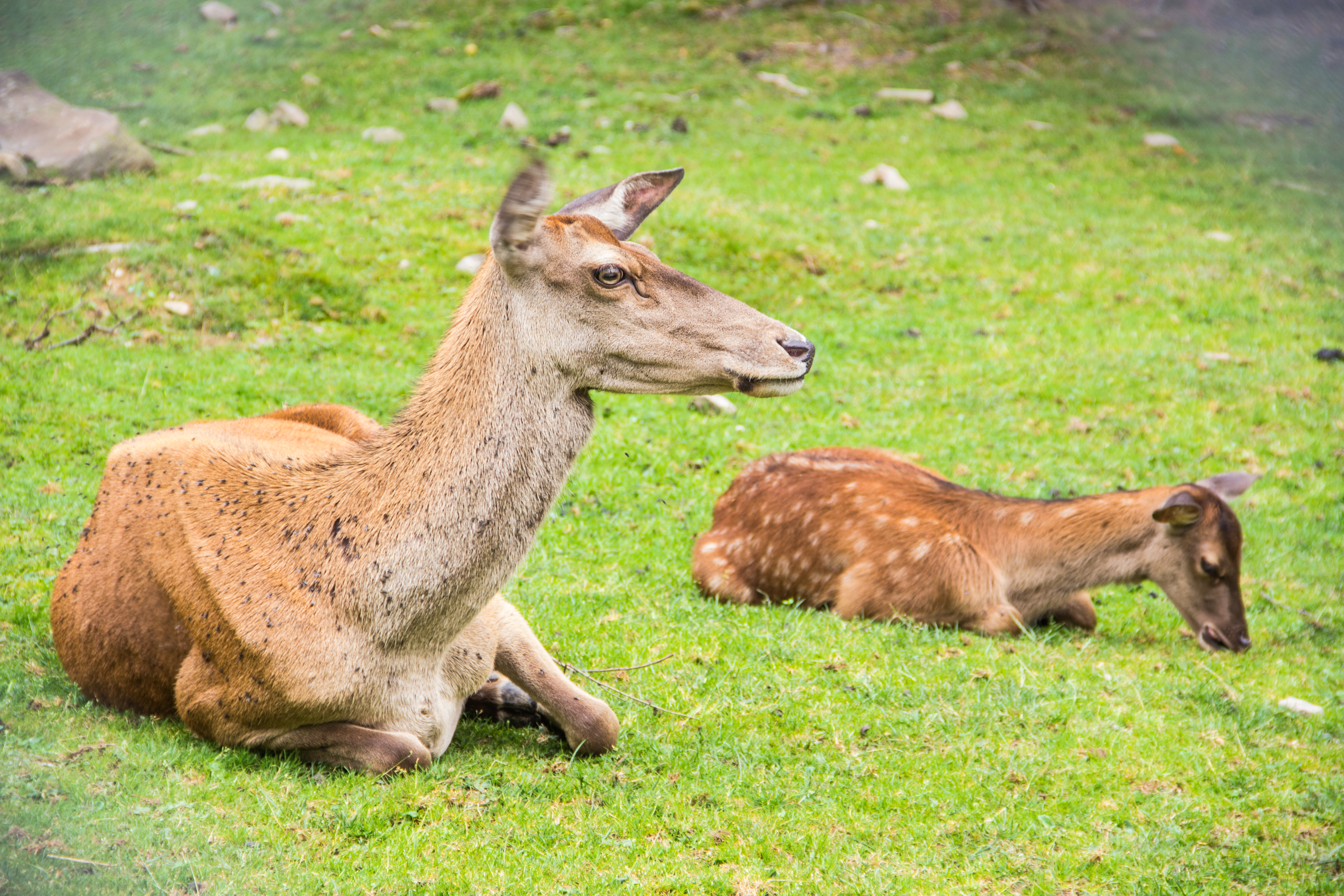
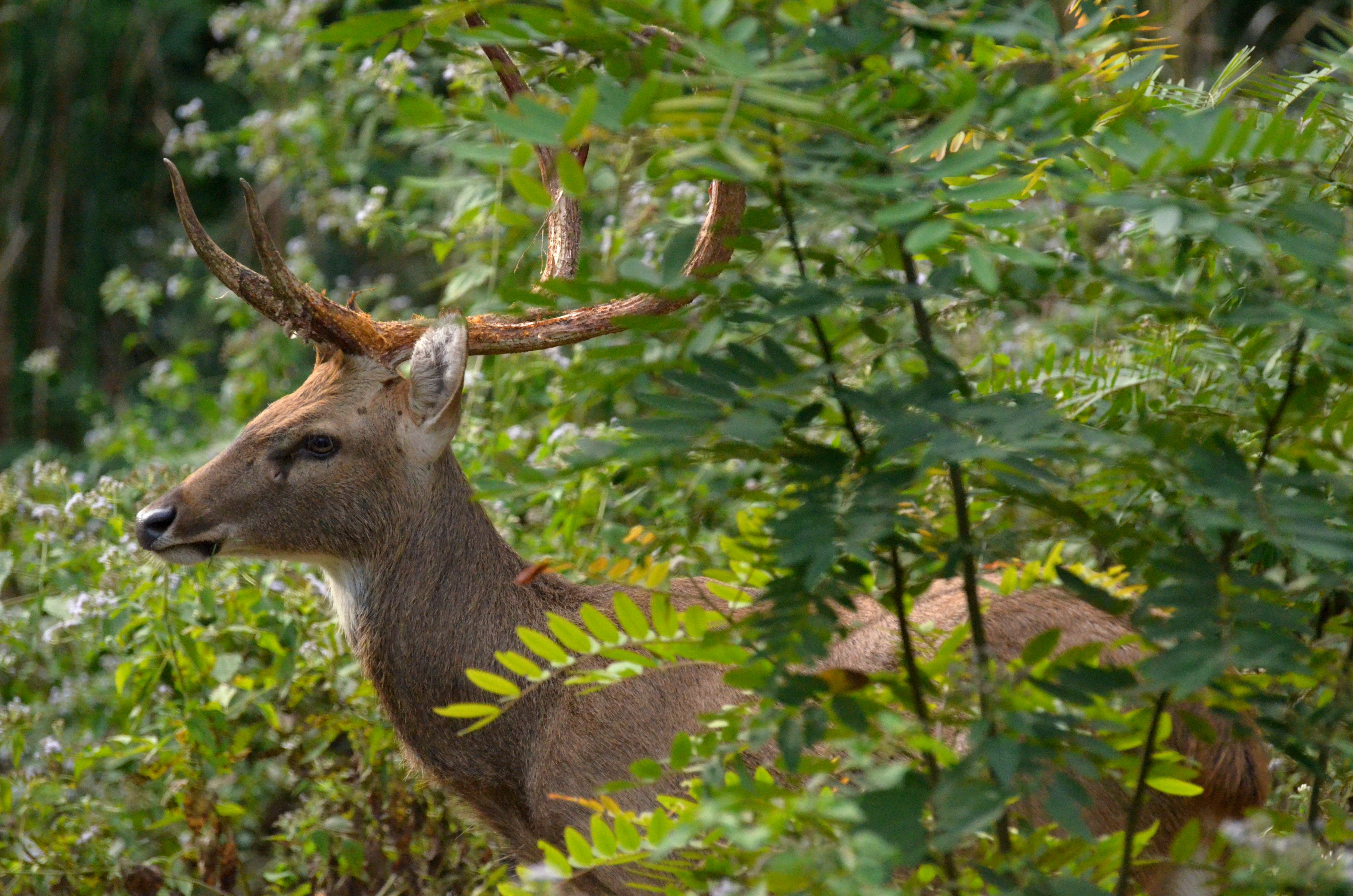
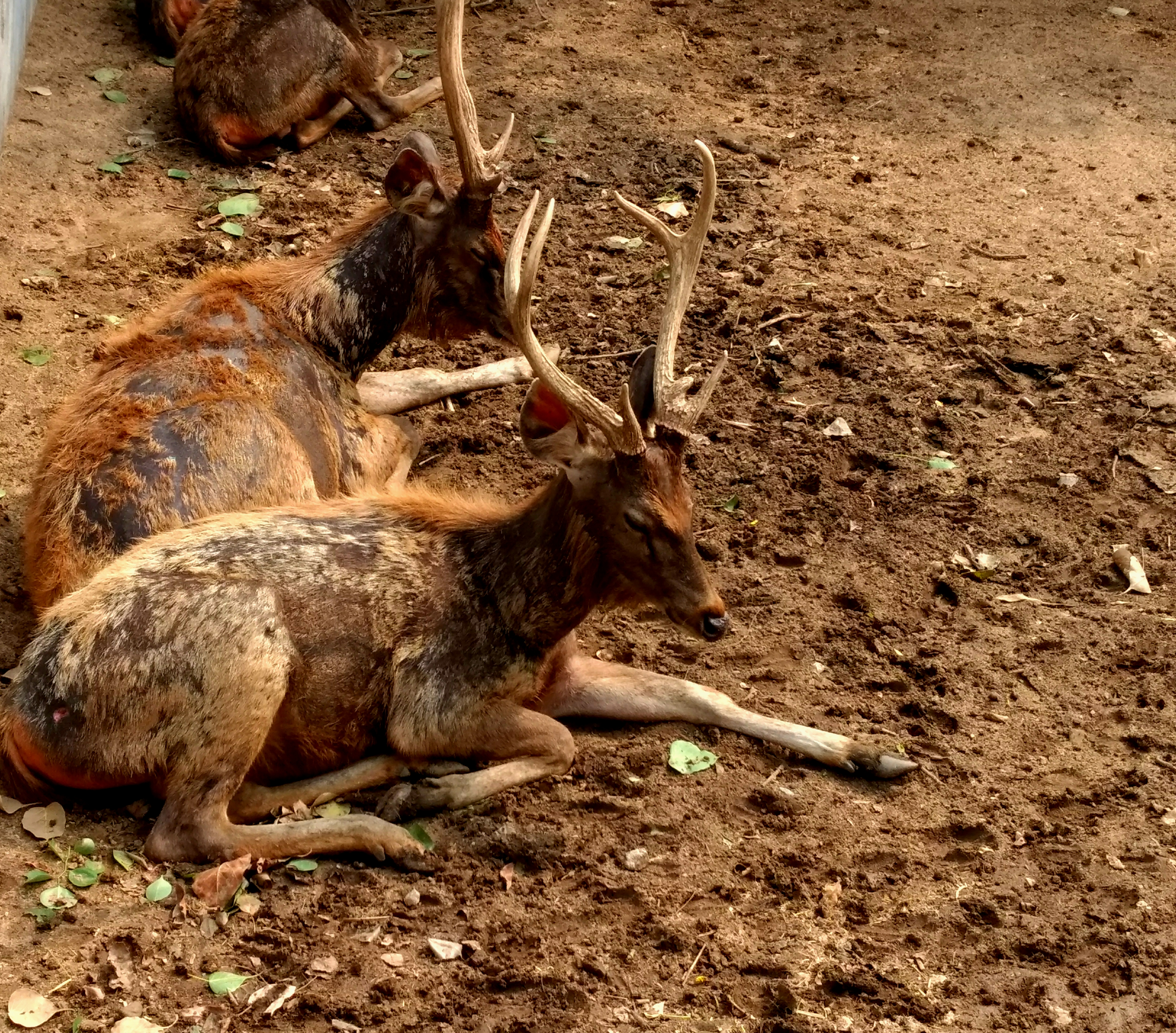

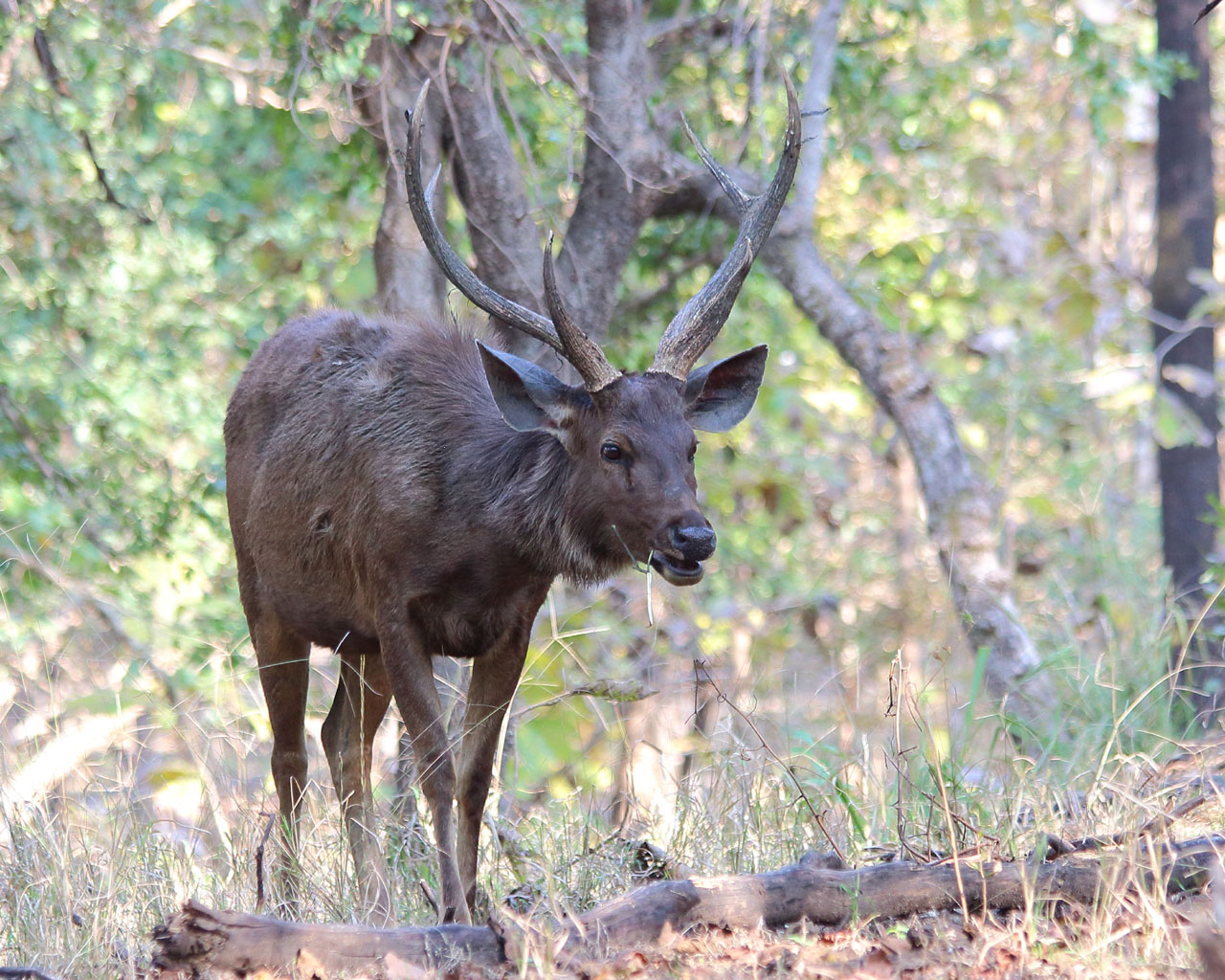
Một con nai